# Dawid Rajzer
Dawid Jakowlewicz Rajzer (ros. Давид Яковлевич Райзер, ur. 12 stycznia 1904 w Kachowce, zm. 24 grudnia 1962 w Moskwie) – radziecki polityk, minister budownictwa przedsiębiorstw przemysłu ciężkiego ZSRR (1950-1953).
Syn żydowskiego mieszczanina, od 1921 pracował w elektrowni, 1927 ukończył Odeski Instytut Politechniczny, od 1928 zastępca kierownika robót i zastępca głównego inżyniera na budowie fabryki w Mariupolu, od 1931 główny inżynier na różnych budowach, m.in. w Dnieprodzierżyńsku. Od 1936 w Ludowym Komisariacie Przemysłu Ciężkiego ZSRR, 1937-1939 zastępca szefa ds. budownictwa Głównego Zarządu Ludowego Komisariatu Przemysłu Obronnego ZSRR, od 1939 w WKP(b), 1939–1940 w Ludowym Komisariacie Przemysłu Stoczniowego ZSRR. Od 1940 zastępca ludowego komisarza czarnej metalurgii ZSRR, w 1946 I zastępca ludowego komisarza ds. budownictwa przedsiębiorstw przemysłu ciężkiego ZSRR, od marca 1946 zastępca ministra, a od 29 maja 1950 do 15 marca 1953 minister budownictwa przedsiębiorstw przemysłu ciężkiego ZSRR. Od 14 października 1952 do 17 października 1961 zastępca członka KC KPZR, od marca 1953 I zastępca ministra budownictwa ZSRR, od 19 kwietnia 1954 do 9 września 1957 minister budownictwa przedsiębiorstw przemysłu metalurgicznego i chemicznego ZSRR, 1957-1958 minister budownictwa Kazachskiej SRR, następnie na emeryturze. Od 1959 do śmierci doradca Państwowego Komitetu ds. Budownictwa Rady Ministrów ZSRR. Odznaczony czterema Orderami Lenina i Orderem Czerwonego Sztandaru Pracy. Pochowany na Cmentarzu Nowodziewiczym.